# NGC 1569
NGC 1569 è una galassia nana irregolare visibile nella costellazione della Giraffa. È oggetto di numerosi studi riguardo ai processi di formazione stellare che in essa hanno luogo.
Si tratta di una galassia piuttosto vicina, tanto che il Telescopio spaziale Hubble è in grado di risolvere con facilità le singole stelle al suo interno; la sua distanza, originariamente ritenuta di 7,8 milioni di anni luce (2,4 Mpc), è stata recentemente rivalutata e portata ad 11 milioni di anni luce.

## Ammassi stellari

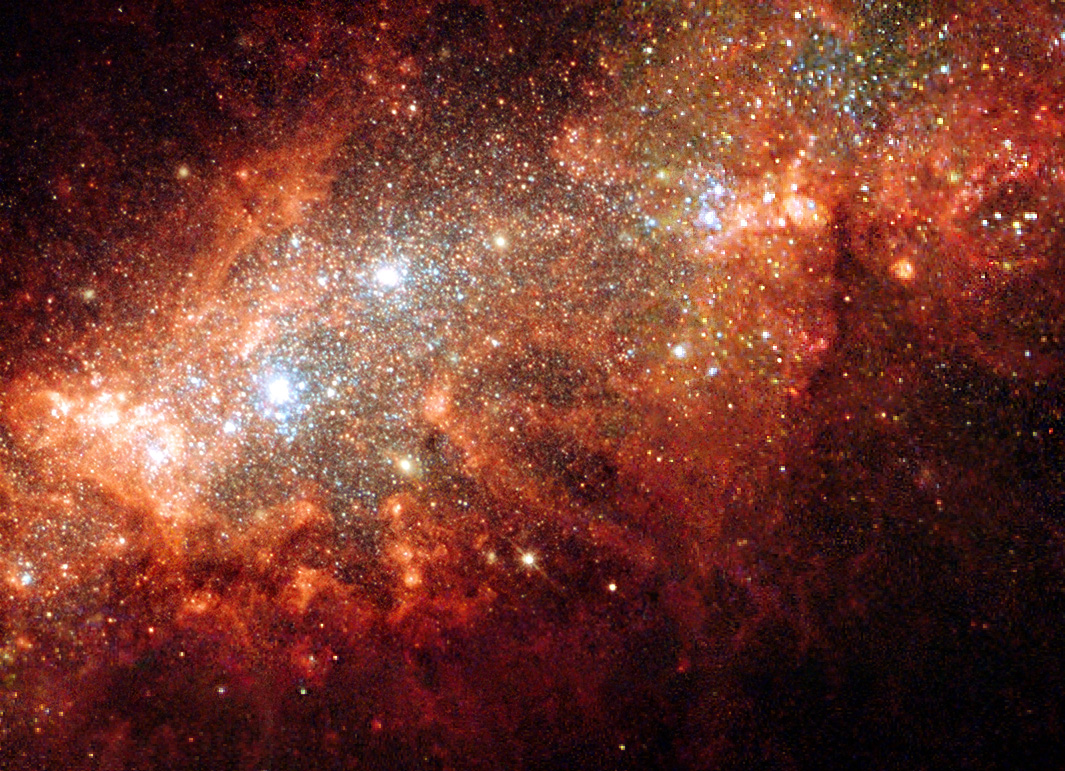
Immagine della galassia ripresa dal telescopio Hubble; si notino i due superammassi stellari

NGC 1569 contiene due importanti superammassi stellari, caratterizzati da differenti storie. Il superammasso A, situato nella regione nordoccidentale della galassia, contiene una popolazione eterogenea costituita da stelle di età non superiore a 5 milioni di anni in differenti stadi evolutivi (sono note alcune stelle di Wolf-Rayet) e da stelle rosse più anziane (sia giganti sia supergiganti). Il superammasso B, posto nei pressi del centro galattico, contiene invece una popolazione stellare più vecchia ricca di giganti e supergiganti rosse. Si ritiene che entrambi gli ammassi abbiano una massa equivalente a quella degli ammassi globulari della Via Lattea.
Sono stati identificati anche ammassi più esigui con stelle piuttosto giovani. Questi dati, assieme a quelli ottenuti dall'osservazione di altre galassie nane come la Grande Nube di Magellano ed NGC 1705, dimostrano che la formazione stellare nelle galassie nane non avviene con continuità ma in una serie di rapidi e violenti episodi noti come starburst.

## Spostamento verso il blu
NGC 1569 mostra uno spettro caratterizzato da un eccezionale spostamento verso il blu; questo significa che la galassia si muove in direzione della Terra, al contrario della gran parte delle altre galassie che, a causa dell'espansione dell'universo, mostrano invece uno spostamento verso il rosso.